# Antisuyu
Antisuyu – środkowo-wschodni region Imperium Inków. Obszar obejmował dzisiejsze północne części Chile, południową część Peru i zachodnią część Boliwii. Obecnie obszar zamieszkiwany jest przez autoichtoniczną ludność Asháninka (Kampa).